# Jevgēņijs Borodavko
Jevgeņijs Borodavko (ur. 4 listopada 1986 w Rydze) – łotewski judoka.
Największym sukcesem zawodnika są brązowe medale mistrzostw Europy w 2009 roku w Tbilisi, w Stambule (2011) oraz w Budapeszcie w 2013 roku w kategorii do 100 kg.